# Moyamba
Moyamba é uma cidade da Serra Leoa localizada no distrito homônimo.